# Термоекран
Устройства, които спират топлинното лъчение (инфрачервена светлина).
Термоекраните имат следните функции:
- предпазване от слънчева радиация и намаляване на топлинния товар в оранжерийната конструкция
- предпазване от измръзване при аварийни ситуации в отоплителната система
- спестяване на енергия
- светлинна дисперсия